# Pat Mastelotto

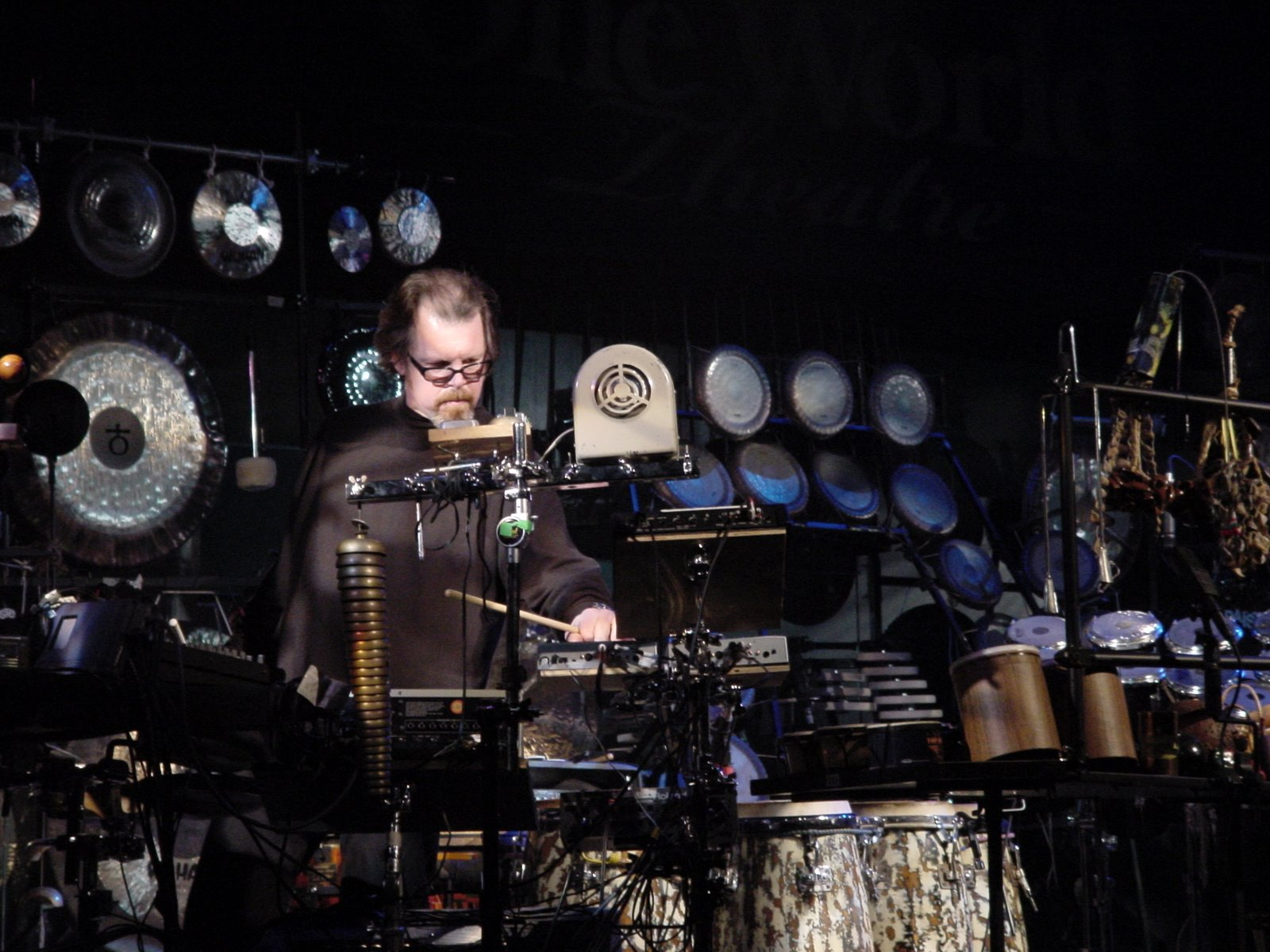
Pat Mastelotto (2003)

Pat Mastelotto (né Lee Patrick Mastelotto le 10 septembre 1955 à Chico, Californie) est un batteur américain principalement connu pour avoir travaillé avec les groupes Chaka et heat, Mr.Mister et surtout King Crimson.

## Biographie
Autodidacte, il a commencé à apprendre la batterie dès l'âge de 10 ans en écoutant des disques. Installé à Los Angeles dès 1973, il a travaillé comme musicien de studio avant de faire partie du groupe Mr. Mister (qui a connu un immense succès avec le hit Broken Wings en 1985). Après la séparation du groupe en 1988, Mastelotto a poursuivi son travail en studio, travaillant sur les disques de groupes tels que XTC et Cock Robin.
Dans les années 1990, Mastelotto a coproduit le premier disque solo de Peter Kingsbery (le cofondateur de Cock Robin), et a collaboré aux albums du groupe The Rembrandts. Il a également travaillé pour Tina Arena, le compositeur de musiques de films James Newton Howard, Michael Penn, Robyn Hitchcock, etc. À la même période, il a participé à la reformation de King Crimson.
Les années 2000 l'ont vu poursuivre sa collaboration avec King Crimson et avec Cock Robin.
Pat Mastelotto est également auteur-compositeur.

### Discographie
- 1983	Martin Briley	One Night with a Stranger
- 1984	Mr. Mister	I Wear the Face
- 1985	Mr. Mister	Welcome to the Real World
- 1987	Mr. Mister	Go On...
- 1989	XTC	Oranges & Lemons
- 1989   Cock Robin      First Love / Last Rites
- 1994	King Crimson	Vrooom
- 1995	King Crimson	THRAK
- 1995	King Crimson	B'Boom: Live in Argentina
- 1996	King Crimson	Thrakattak
- 1998	ProjeKct Four	West Coast Live
- 1998	ProjeKct Four	Live in San Francisco/The Roar of P4
- 1999	ProjeKct Three	Masque
- 1999	ProjeKct Three	Live in Austin, TX
- 1999	King Crimson	The ProjeKcts
- 1999	King Crimson	The Deception of the Thrush: A Beginners' Guide to ProjeKcts
- 2000	Bozzio / Mastelotto : Bozzio / Mastelotto
- 2000	ProjeKct X	Heaven and Earth
- 2000	Mastica	99 : Mastica 99
- 2000	King Crimson	the construKction of light
- 2000	King Crimson	Heavy ConstruKction
- 2001	King Crimson	Level Five
- 2001	King Crimson	Vrooom Vrooom
- 2001	BPM&M	XtraKcts & ArtifaKcts
- 2002	Rhythm Buddies (TU)	Thunderbird Suite
- 2002	Mastica	MasTicAttack
- 2002	California Guitar Trio with Tony Levin and Pat Mastelotto	CG3+2
- 2002	King Crimson	Happy with What You Have to Be Happy With
- 2003	King Crimson	The Power to Believe
- 2003	King Crimson	EleKtrik: Live in Japan
- 2003	TU	TU
- 2005	TU	Official Bootleg
- 2005	Tuner	TOTEM
- 2005	KTU	8 Armed Monkey
- 2006   Cock Robin  I Don't Want To Save The World - Joue sur 2 pièces.
- 2007	Tuner	POLE
- 2007	M.P.TU	M.P.TU
- 2008	Tuner	MÜÜT
- 2008	Pat Mastelotto & Pamelia Kurstin	Tunisia
- 2009	Tuner	ZWAR
- 2009	KTU	Quiver
- 2009	Stick Men	Stick Men [A special edition]
- 2010	Mr. Mister	Pull (Enregistré en 1989-1990)
- 2010   Cock Robin      Songs From A Bell Tower
- 2010	Stick Men	Soup
- 2011	TU	Live In Russia
- 2011	Stick Men	Absalom EP
- 2011	Stick Men	Live In Montevideo 2011
- 2011	Stick Men	Live In Buenos Aires 2011
- 2012	Stick Men	Open
- 2013	Stick Men	Deep
- 2013	The Crimson Projekct	Official Bootleg Live 2012
- 2014	Stick Men	Power Play
- 2014	Stick Men	Unleashed: Live Improvs 2013
- 2014	The Crimson Projekct	Live In Tokyo
- 2014	Pat Mastelotto, Tobias Ralph	ToPaRaMa
- 2015	KoMaRa	KoMaRa
- 2015	O.R.k	Inflamed Rides
- 2015	King Crimson	Live at the Orpheum
- 2015	King Crimson	Live EP 2014 (Vinyl Cyclops Picture Disc)
- 2016	King Crimson	Live In Toronto
- 2016	King Crimson	Radical Action to Unseat the Hold of Monkey Mind
- 2016	Stick Men feat. David Cross	Midori: Live In Tokyo
- 2016	Stick Men	Prog Noir
- 2017	O.R.k	Soul of an Octopus
- 2017	King Crimson	Heroes - Live In Europe, 2016
- 2017	Tuner	FACE
- 2017	King Crimson	Live in Chicago
- 2017	Stick Men feat. Mel Collins	Roppongi - Live In Tokyo 2017